# The First of a Million Kisses
The First of a Million Kisses è il primo album del gruppo musicale britannico Fairground Attraction, pubblicato il 16 maggio 1988.

## Descrizione
L'album, pubblicato dalla RCA su LP, musicassetta e CD, è prodotto dallo stesso gruppo con Kevin Moloney. I brani sono composti da Mark E. Nevin, chitarrista della band, ad eccezione di Whispers, firmata dal cantante Eddi Reader.
Dal disco vengono tratti i singoli Perfect, Find My Love, A Smile in a Whisper e, l'anno seguente, Clare.

## Tracce

### Lato A
1. A Smile in a Whisper
2. Perfect
3. Moon on the Rain
4. Find My Love
5. Fairground Attraction
6. The Wind Knows My Name

### Lato B
1. Clare
2. Comedy Waltz
3. The Moon Is Mine
4. Station Street
5. Whispers
6. Allelujah